# Paul Carroll
Paul Carroll (Taree, 16 maggio 1986) è un pallavolista australiano.
Gioca nel ruolo di opposto nell'Enisej.

## Carriera
La carriera di Paul Carroll inizia nei tornei scolastici in Australia, in seguito, per motivi di studio, si trasferisce negli Stati Uniti d'America, dove prende parte alla NCAA Division I con la Pepperdine: raggiunge la finale del 2008, in cui la sua università esce sconfitta contro la Penn State; nel corso delle quattro stagioni con i Waves raccoglie svariati riconoscimenti individuali, su tutti quello di National Player of the Year; nel 2007 fa il suo debutto nella nazionale australiana, vincendo la medaglia d'oro al campionato asiatico e oceaniano.
Nella stagione 2009-10 fa il suo esordio nella pallavolo professionistica, ingaggiato dal Forlì, club impegnato nella Serie A1 italiana; nella stagione seguente gioca nella 1. Bundesliga tedesca con l'Unterhaching, vincendo la Coppa di Germania e venendo premiato come MVP del campionato.
Cambia nuovamente club nel campionato 2011-12 e, pur restando in Germania, si trasferisce allo Charlottenburg: col club di Berlino si aggiudica sei scudetti, la Coppa di Germania 2015-16 e la Coppa CEV 2015-16. Nella stagione 2018-19 approda nella Superliga russa per difendere i colori dell'Enisej.

## Palmarès

### Club
- Campionato tedesco: 6

2011-12, 2012-13, 2013-14, 2015-16, 2016-17, 2017-18
- Coppa di Germania: 2

2010-11, 2015-16
- Coppa CEV: 1

2015-16

### Premi individuali
- 2007 - All-America First Team
- 2007 - NCAA Division I: Columbus National All-Tournament Team
- 2008 - All-America First Team
- 2008 - NCAA Division I: Irvine National All-Tournament Team
- 2008 - AVF: Pallavolista australiano dell'anno
- 2009 - National Player of the Year
- 2009 - All-America First Team
- 2011 - 1. Bundesliga: MVP